# Janice Romary
Janice-Lee York Romary (née le 6 août 1927 à Palo Alto, comté de Santa Clara, au sud de la péninsule de San Francisco, Californie — morte le 3 juin 2007 à Klamath Falls, Oregon, États-Unis), est une escrimeuse américaine.
Elle représente les États-Unis lors de six Jeux olympiques consécutifs de 1948 à 1968.

## Palmarès
Elle ne fut jamais médaillée aux Jeux olympiques mais termina deux fois à la quatrième place de l'épreuve individuelle de fleuret féminin en 1952 et 1956.
Par contre elle est l'escrimeuse américaine qui possède le plus grand palmares de son pays : 10 fois championne des États-Unis en 1950, 1951, 1956, 1957, 1960, 1961, 1964, 1966, 1967 et 1968 (manquant l'épreuve de 1959 pour cause de grossesse).